# Henry John Rous

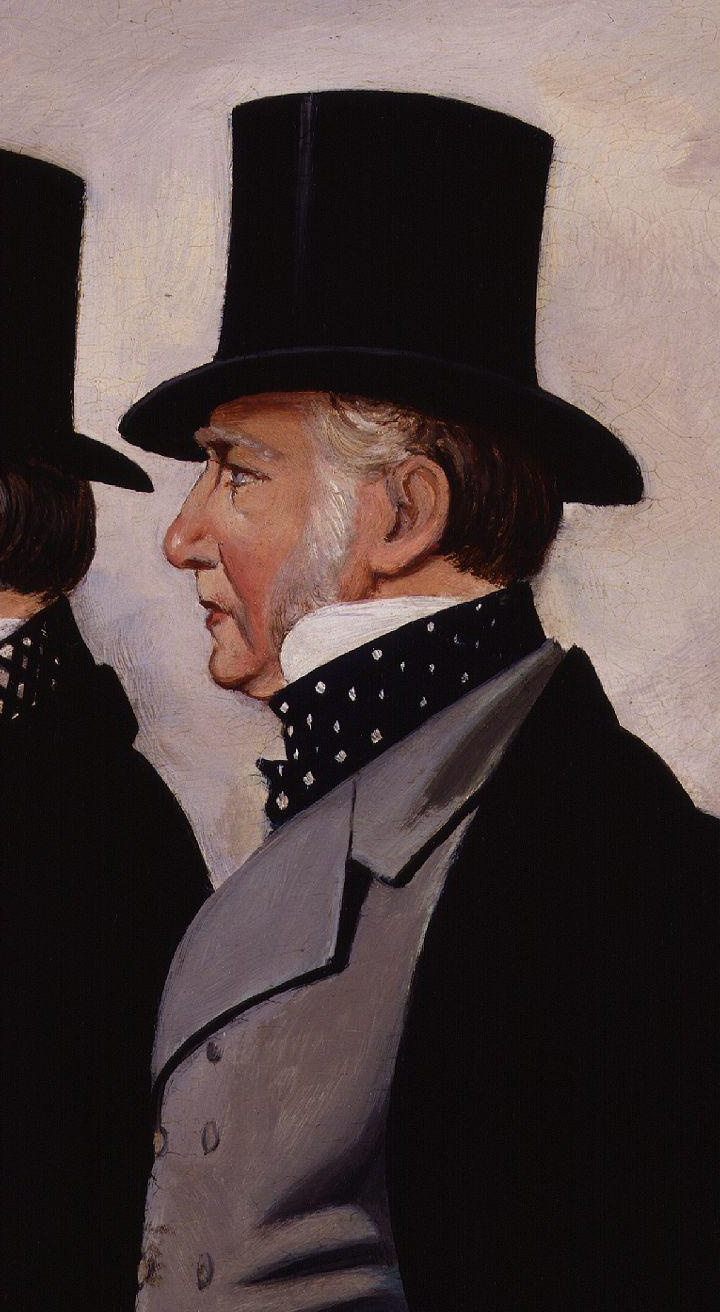
Henry John Rous

Henry John Rous (* 23. Januar 1795; † 19. Juni 1877) war ein britischer Admiral und Sportsmann, der als zweiter Sohn von John Rous, 1. Earl of Stradbroke geboren wurde.
Er absolvierte seine Schulzeit auf der Westminster School und war zwischen 1808 und ca. 1840 Mitglied der britischen Marine, wo er eine Offizierskarriere absolvierte, einige eigene Kommandos führte und eine Tapferkeitsmedaille erhielt. Während seiner Landurlaube organisierte er u. a. im April 1827 die erste Regatta in Sydney. Ab August 1828 erforschte er den Tweed River und den Richmond River im Nordosten von New South Wales. Das Gebiet zwischen diesen beiden Flüssen wird heute Rous County genannt, ein Nebenfluss des Tweed River wurde Rous River getauft.
Nachdem er den Marinedienst quittiert hatte, heiratete er reich und war zwischen 1841 und 1846 für die Conservative Party Mitglied des House of Commons. Nach 1846 widmete er sein Leben ausschließlich dem Galopprennsport.

## Pferderennen
Sein Vater besaß ein Gestüt in Suffolk und gewann 1815 das Two Thousand Guineas mit dem Hengst Tigris. Rous wurde 1821 Mitglied des Jockey Club und 1838 einer seiner Stewards, eine Position, die er bis zu seinem Tod behalten sollte. In dieser Funktion sanierte er die Finanzen des Jockey-Clubs. 1855 wurde er zum Handicapper ernannt und führte in dieser Eigenschaft das Weight-for-Age-System ein. Dieses erste Handicapsystem, das den altersabhängigen Entwicklungsstand der Pferde mit der jeweils zu absolvierenden Renndistanz in Beziehung setzt, ist im Wesentlichen noch heute gültig und findet sich u. a. in deutschen Galopprennsport im Generalausgleich wieder.
Rous führte lange Jahre die Ställe von Francis Russell, 9. Duke of Bedford, in Newmarket und schrieb 1850 das Buch »The Laws and Practice of Horse Racing«, das seine Stellung als führende Autorität in administrativen Fragen des Galopprennsports weiter festigte. Aufgrund seiner oft noch heute wirksamen Reformen gilt Rous als letzter und größter Diktator des britischen Galopprennsports; 25 Jahre lang galt sein – niemals arrogant vorgetragenes – Wort als Gesetz.
Ihm zu Ehren wurden die Rous Memorial Stakes, gegenwärtig ein Rennen für zweijährige Pferde in Ascot, benannt.

## Ehrungen
Der Rous River im australischen Bundesstaat New South Wales ist nach ihm benannt.